# Szabadállam (tartomány)

A tartomány kerületei (2011)

A Szabadállam ( afrikaans: Vrystaat, angol: Free State, szotó: Foreistata) a Dél-afrikai Köztársaság  egyik tartománya az ország szívében. Az egykori Oranje Szabadállamból jött létre.

## Földrajzi adatok
- Fővárosa: Bloemfontein
- Legnagyobb városa: Bloemfontein
- Területe: 129 825 km²
- Lakossága  2,74 millió fő (2011)[2]
- Népsűrűsége 21 fő/km²
- Etnikai megoszlás: 87,6% néger, 8,7% fehér, 3,1% színes (afrikaans: kleurlinge), 0,4% indiai vagy ázsiai
- Domináns anyanyelv: szotó (64,2%), afrikaans (12,7%), xhosza (11,5%)

## Védett területek
Nemzeti parkok:
- Golden Gate Highlands National Park

Természetvédelmi területek:
| - Caledon Nature Reserve - Erfenis Dam Nature Reserve - Gariep Dam Nature Reserve - Kalkfontein Nature Reserve - Koppies Dam Nature Reserve |  | - Seekoeivlei Nature Reserve - Tussen-die-Riviere Nature Reserve - Tweefontein Nature Reserve - Willem Pretorius Game Reserve |  |

## Fordítás
- Ez a szócikk részben vagy egészben  a   Free_State_(province) című angol Wikipédia-szócikk fordításán alapul.  Az eredeti cikk szerkesztőit annak laptörténete sorolja fel. Ez a jelzés csupán a megfogalmazás eredetét és a szerzői jogokat jelzi, nem szolgál a cikkben szereplő információk forrásmegjelöléseként.